# کوجی کوندو (آهنگساز)
کوجی کوندو (انگلیسی: Koji Kondo؛ زادهٔ ۱۳ اوت ۱۹۶۱) آهنگساز، و نوازنده پیانو اهل ژاپن است. وی از سال ۱۹۸۴ میلادی تاکنون مشغول فعالیت بوده‌است.